# Lichtenberg-Gymnasium Cuxhaven
Das Lichtenberg-Gymnasium Cuxhaven ist ein allgemeinbildendes Gymnasium in Cuxhaven mit 538 Schülern (2016). Benannt ist die Schule seit 1986 nach Georg Christoph Lichtenberg (1742–1799), dem ersten deutschen Professor für Experimentalphysik und Begründer des deutschsprachigen Aphorismus.
Das Gebäude steht unter Denkmalschutz (siehe auch Liste der Baudenkmale in Cuxhaven).

## Geschichte
1817 wurde die „Töchterschule Ritzebüttel“ vom Cuxhavener Amtmann Amandus Abendroth gegründet. Standort war das Nachtigallsche Haus, Am Vorwerk 1, wo sich die Schule bis 1898 befand. Im Jahr 1849 wurde von Cuxhavener Bürgern die eigene private „Töchterschule Cuxhaven“ gegründet. Diese blieb bis zum Jahr 1881 selbständig, als sie gemeinsam mit der Töchterschule Ritzebüttel in die von Rektor Hahn geleitete Cuxhavener Gemeindeschule integriert wurde.
Im Jahr 1898 wurde die „Höhere Töchterschule Ritzebüttel“ wieder privatisiert und der Leitung von Direktor Kießner übergeben. Unter diesem Rektor wurde ein neues Schulgebäude in der Friedrich-Carl-Straße 19 errichtet, das die nun „Augusta-Viktoria-Schule“ genannte Schule bis 1930 beherbergte. 1909 wurde die Augusta-Viktoria-Schule mit der von Maria Cochius geleitete Höheren Töchterschule zur „Höheren Mädchenschule Cuxhaven“ zusammengelegt. Die Schule erhielt nun städtische Zuschüsse und unterstand einem Kuratorium unter Leitung des Bürgermeisters. Ab 1916 trug sie den Namen „Lyzeum in Cuxhaven“ und war eine offizielle weiterführende Schule. Im Jahr 1926 wurde die Schule als „Staatliche Mädchenrealschule Cuxhaven“ vom Hamburger Senat übernommen. Drei Jahre später wurde 1929 die Realschule zu einer „Mädchen-Realschule und Realgymnasium für Mädchen“ erhoben und bot damit auch eine gymnasiale Ausbildung an. Im Jahr 1930 zog die Schule in das heutige Schulgebäude in der Schulstraße 18 ein, das vom Hamburger Oberbaudirektor Fritz Schumacher erbaut wurde. In den Jahren 1932/34 fanden hier die ersten Reifeprüfungen statt.
1934 wurde die Schule zu einer „Mädchen-Realschule mit dreijähriger Frauenschule“. 1937 wurde sie von der bisherigen Hamburger Trägerschaft an Preußen übergeben und wurde bis 1947 als „Staatliche Oberschule für Mädchen – Hauswirtschaftliche Form“ geführt. Im Jahr 1948 erhielt die Schule das Anerkennungsabitur der wissenschaftlichen Form mit der „Staatlichen Oberschule für Mädchen – Sprachliche Form“. 1949 wurde sie um den mathematisch-naturwissenschaftlichen Bereich erweitert. 1954 erfolgten die ersten Reifeprüfungen beider Zweige, ab 1958 dann getrennt nach sprachlichen und mathematisch-naturwissenschaftlichen Klassen.
Ab 1956 wurde die Schule offiziell als Gymnasium benannt und hieß nun „Gymnasium für Mädchen Cuxhaven – Sprachliche und mathematisch-naturwissenschaftliche Form“. Im Jahr 1957 wurde Eleonore Siebrecht Schulleiterin. Kurz nach der 150-Jahr-Feier der Schule im Jahr 1967 wurde 1968 das Richtfest eines neuen naturwissenschaftlichen Traktes gefeiert, der 1969 in Betrieb genommen wurde. Beginnend mit dem Schuljahr 1970/1971 wurde die Koedukation eingeführt. Im Jahr 1975 übergab Eleonore Siebrecht die Schulleitung an Hans-Joachim Herzig. 1976 griff die Oberstufenreform, und erste Kooperationen mit dem Amandus-Abendroth-Gymnasium wurden eingeleitet. Im Jahr 1978 schloss die letzte ungemischte Mädchenklasse mit dem Abitur ab; 1979 fand nach dem Kooperationsvertrag mit dem Amandus-Abendroth-Gymnasium das erste gemeinsame Abitur statt. Im gleichen Jahr wurde der zweite Erweiterungsbau für den Kunst- und Musikbereich eingeweiht.

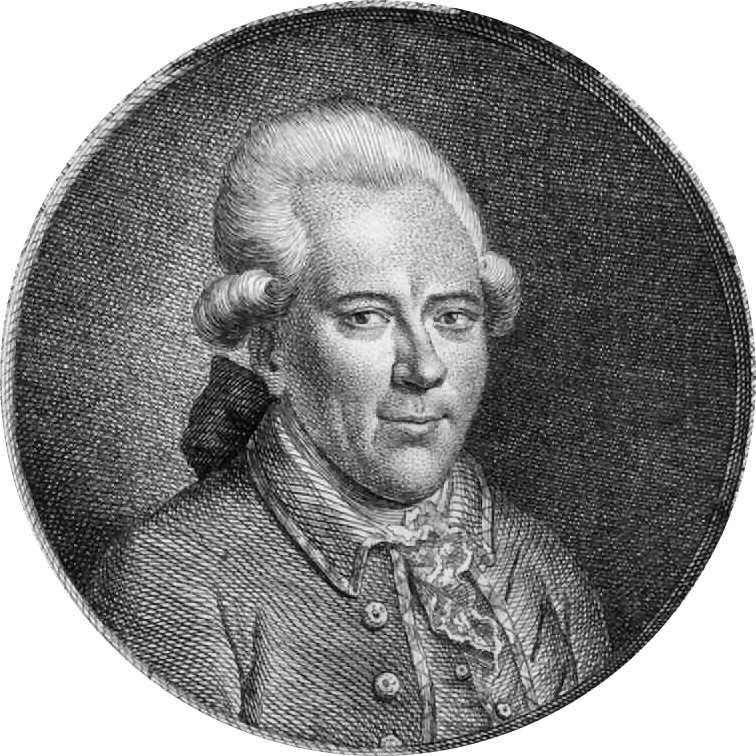
Georg Christoph Lichtenberg (1742–1799)

Im Jahr 1986 erfolgte durch Ratsbeschluss die Umbenennung des bisherigen „Gymnasium Schulstraße“ in "Lichtenberg-Gymnasium Cuxhaven". Lichtenberg war einer der ersten, der die Einrichtung eines Seebades im heutigen Cuxhaven empfahl. 1995 übernahm Bernd Kreft die Schulleitung von Hans-Joachim Herzig. 1996 erhielt die Schule im Rahmen des Programmes „Schulen ans Netz“ einen Internetanschluss. 1997 wurde ein Schüleraustausch mit Krakau begonnen, 1998 besuchten die ersten Krakauer Schüler das Lichtenberg-Gymnasium. Am 1. September 2008 besuchten die Schule 463 Schülerinnen und 389 Schüler. 2016 übernahm Martin Rehermann die Schulleitung.

## Besonderheiten
- Seit 1976 findet eine Kooperation mit dem Amandus-Abendroth-Gymnasium Cuxhaven statt. So ist der gesamte Unterricht der Abiturjahrgänge schulübergreifend ausgestaltet.
- Jährlich wird seit 1994 die LiMit (Lichtenberg-Gymnasium Mitteilungen) mit Informationen über das vergangene Schuljahr und Fotos der Klassen und des Lehrerkollegiums herausgegeben.
- Im Schuljahr 2006/07 wurde LiTuS (Lichtenberg Tutoren-System), eine Form des Förderunterrichts, welche Schüler aus höheren Klassen erteilen, eingeführt.
- Seit 2009 benutzt die Schule den Schulserver IServ.
- Seit 2010 findet bilingualer Unterricht im Fach Erdkunde ab dem 7. Jahrgang statt (freiwillig).
- 2010 begann das Netbookklassenprojekt ab dem 7. Jahrgang.[5]
- Seit 2010 werden interaktive Whiteboards (ActivBoards) zur Unterstützung des Unterrichts benutzt.

## Ehemalige Schüler
- Ellen Enslin, Abitur 1980, seit 2009 Abgeordnete im Hessischen Landtag für die Partei Bündnis 90/Die Grünen
- Enak Ferlemann, Abitur 1982, 2002 bis 2025 Mitglied des Deutschen Bundestages und dort seit 2005 Vorsitzender der Landesgruppe Niedersachsen in der CDU/CSU-Bundestagsfraktion
- Beatrice Lohmann, Abitur 1984, Ehrenringträgerin der Stadt Cuxhaven
- Gerald Heere, Abitur 1998, seit 2013 Abgeordneter im Niedersächsischen Landtag für die Partei Bündnis 90/Grünen, seit 2022 Niedersächsischer Finanzminister